# トニー・アトラス
トニー・アトラス（Tony "Mr. USA" Atlas、本名：Anthony White、1954年4月23日 - ）は、アメリカ合衆国のプロレスラー。バージニア州ロアノーク出身のアフリカ系アメリカ人。
ボディビルのコンテストで3回に渡ってミスター・USAに輝き、レスラー時代はその驚異的なパワーとばねを活かした空中殺法で人気を集めた。引退後の2008年7月から2010年4月にかけては、全盛期の1980年代における主戦場でもあったWWEにてマーク・ヘンリーのマネージャーなどを務めた。

## 来歴
1974年、地元のバージニアおよびノース&サウスカロライナをサーキット・エリアとする、ジム・クロケット・ジュニア主宰のミッドアトランティック・チャンピオンシップ・レスリングにてデビュー。黒人ベビーフェイスの新鋭としてワフー・マクダニエルやルーファス・ジョーンズのパートナーに起用され、ハリウッド・ブロンズ、ミネソタ・レッキング・クルー、グレッグ・バレンタイン、バロン・フォン・ラシク、ミシェル・デュボアなどのヒール勢と対戦してキャリアを積み、1978年9月17日にケン・パテラからNWAミッドアトランティック・ヘビー級王座を奪取して頭角を表す。
その後はジム・バーネット主宰のジョージア・チャンピオンシップ・レスリングにて、アブドーラ・ザ・ブッチャーとの抗争やトミー・リッチとのタッグで活躍。1980年10月24日にはデニス・コンドリーからNWAジョージア・ヘビー級王座を奪取し、ハーリー・レイスのNWA世界ヘビー級王座にも再三挑戦するなど、黒人レスラーのホープとして期待を寄せられた。ジョージアではベビーフェイスのポジションにいたスタン・ハンセンともタッグを組み、リック・フレアー&オレイ・アンダーソン、マスクド・スーパースター&ブラックジャック・ランザなどのチームと対戦したことがある。
並行してニューヨークのWWFにも進出、1980年から1981年にかけては、若手ヒール時代のハルク・ホーガンとも抗争を繰り広げた。1982年3月、WWFとの提携ルートで新日本プロレス『MSGシリーズ』の第5回大会に初来日。前年の第4回大会にも参加が決定していながら直前に中止になった経緯があり、待望の来日としてファンや関係者の注目を集めた。リーグ戦ではアントニオ猪木、アンドレ・ザ・ジャイアント、キラー・カーンら上位陣には敗退したものの、3月12日の後楽園ホール大会では賞金1000ドルを賭けたベンチプレス・コンテスト（アトラス、マスクド・スーパースター、ドン・ムラコ、荒川真、ミスター高橋が参加）で220kgを挙げ優勝するなど数々の話題を残す。来日時のプロレス雑誌ではミミ萩原との対談などの企画も行われた。
1983年にはWWFでロッキー・ジョンソンをパートナーに、黒人タッグチームのソウル・パトロール（The Soul Patrol）を結成、同年11月15日にワイルド・サモアンズからWWFタッグ王座を奪取した。翌1984年、WWFがビンス・マクマホン・ジュニアの新体制下で全米侵攻を開始すると、同王座を巡りディック・マードック&アドリアン・アドニスのノース・サウス・コネクションと各地で対戦。シングルでは、同じく筋肉美を誇るジェシー・ベンチュラやポール・オーンドーフと抗争を展開した。
一時AWAにも転出したが、WWFには1986年秋まで在籍。離脱後はテキサス州ダラスのWCWA（WCCW）にスーパーマンをイメージしたキャラクターで登場。1986年12月1日にはクラッシャー・ユーコフを破りTV王座を獲得、同タイトルの最後のチャンピオンとなっている。1987年からはカルロス・コロンの主宰するプエルトリコのWWCにも参戦、1988年7月17日のブルーザー・ブロディ刺殺事件の際は、同じ控え室に居合わせた。
その後はドラッグ問題などで一時はホームレス状態に陥っていたが、後に妻となるモニカ・ホワイトの献身もあって社会復帰を果たし、1990年の末にWWFと再契約。アフリカの部族ギミックのサバ・シンバ（Saba Simba）に変身し、1991年のロイヤルランブルにも出場した。以降、1990年代はニューイングランドのCWAやEWAなど東部のインディー団体を転戦し、2000年代初頭にセミリタイアした。

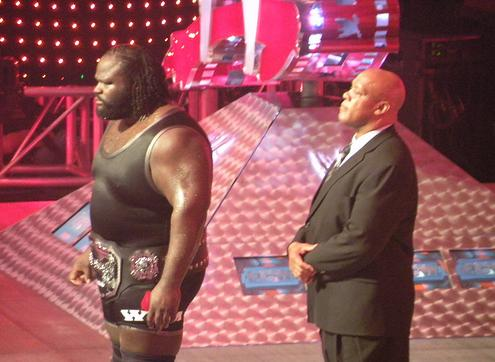
マーク・ヘンリー（左） & トニー・アトラス

2006年にWWE殿堂に迎えられた後、2008年7月8日、WWE・ECWのマーク・ヘンリー対トミー・ドリーマー戦にスペシャルゲスト・リングアナウンサーとして登場。当初はレスラー時代と同じくベビーフェイスの立場でドリーマーとも友好ムードだったが、試合後にヒールターンしてヘンリーと結託。以降、2009年6月にヘンリーがRAWに移籍するまで、彼のマネージャーを務めた。トナカイの鼻を付けるなどコミカルな一面も見せ、時折、試合に出場することもあった。ヘンリーとのコンビ解消後は、エイブラハム・ワシントンが行なうトーク・ショー（エイブラハム・ワシントン・ショー）の補佐を担当。ECWの番組終了後はスマックダウンに所属したが、2010年4月30日、WWEを解雇された。引退後もトレーニングを続け、その腕っ節は年齢を重ねても健在だった（フナキは「本当に元気な人だ」と語っていた）。

## 得意技
- プレス・スラム
- ドロップキック（高く跳躍し、片足で相手を蹴る独特のスタイル）
- ヘッドバット
- フルネルソン

## 獲得タイトル
ミッドアトランティック・チャンピオンシップ・レスリング
- NWAミッドアトランティック・ヘビー級王座：1回[4]

ジョージア・チャンピオンシップ・レスリング
- NWAジョージア・ヘビー級王座：1回[5]
- NWAジョージア・タッグ王座：4回（w / トミー・リッチ、ミスター・レスリング2号、サンダーボルト・パターソン、ケビン・サリバン）[21]

WWF / WWE
- WWFタッグ王座：1回（w / ロッキー・ジョンソン）[12]
- WWE殿堂：2006年度（インダクターはS・D・ジョーンズ）[3]

ワールド・クラス・レスリング・アソシエーション
- WCWA TV王座：1回[15]
- WCWAテキサス・タッグ王座：1回（w / スキップ・ヤング）[22]

ワールド・レスリング・カウンシル
- WWC北米タッグ王座：1回（w / ミゲル・ペレス・ジュニア）[23]

インディー
- AWF北米ヘビー級王座：1回
- CWAヘビー級王座：1回
- EWAヘビー級王座：1回